# Liturgia
A palavra liturgia (do grego λειτουργία, "serviço público" ou "serviço do culto") compreende uma celebração religiosa pré-definida, de acordo com as tradições de uma religião em particular; pode incluir ou referir-se a um ritual formal e elaborado (como a Missa Católica) ou uma atividade diária como as salats muçulmanas.

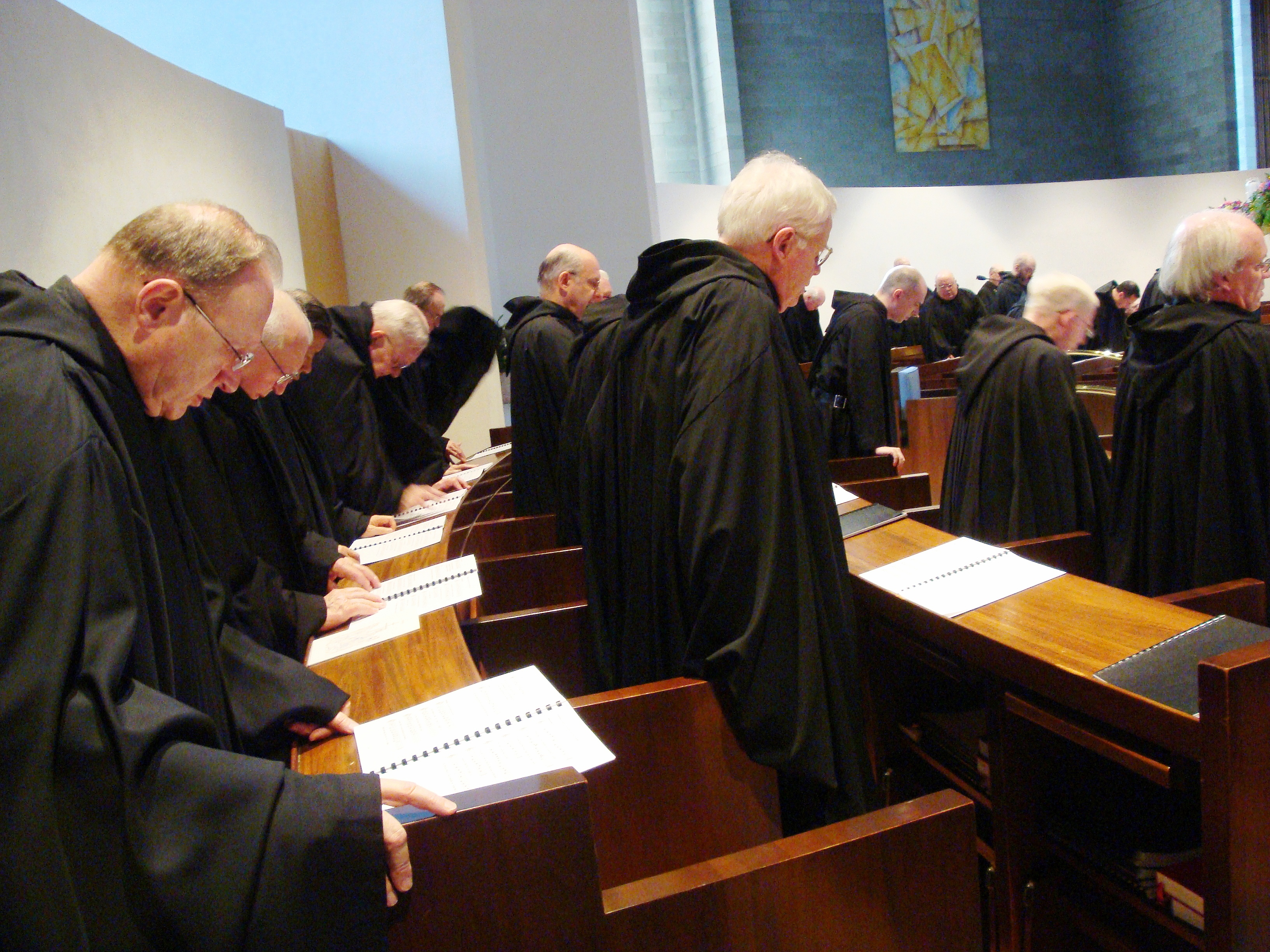
Monges Beneditinos rezando a Liturgia das Horas

A liturgia é considerada por várias denominações cristãs, nomeadamente o Catolicismo Romano, a Igreja Ortodoxa, a Igreja Presbiteriana, a Igreja Batista, a Igreja Metodista e alguns ramos (Igrejas Altas) do Anglicanismo e do Luteranismo, como um ofício ou serviço indispensável e obrigatório. Isto porque estas Igrejas cristãs prestam essencialmente o seu culto de adoração a Deus (a teolatria) através da liturgia. Para elas, a liturgia tornou-se, em suma, no seu culto oficial e público.

## Etimologia e sentido primitivo da palavra
O vocábulo "Liturgia", em grego, formado pelas raízes leit- (de "laós", povo) e -urgía (trabalho, ofício) significa serviço ou trabalho público. Por extensão de sentido, passou a significar também, no mundo grego, o ofício religioso, na medida em que a religião no mundo antigo tinha um carácter eminentemente público.
Na chamada Bíblia dos Setenta (LXX), tradução grega da Bíblia, o vocábulo "liturgia" é utilizado para designar somente os ofícios religiosos realizados pelos sacerdotes levíticos no Templo de Jerusalém. No princípio, a palavra não era utilizada para designar as celebrações dos cristãos, que entendiam que Cristo inaugurara um tempo inteiramente distinto do culto do templo. Mais tarde, o vocábulo foi adaptado, com um sentido cristão.

## Significado cristão da liturgia
Para os católicos romanos, a Liturgia, é, pois, a atualização da entrega e sacrifício de Cristo para a salvação dos homens. Cristo sacrificou-se duma vez por todas, na Cruz. O que a liturgia faz é o memorial de Cristo e da salvação, ou seja, torna presente, através da celebração, o acontecimento definitivo do Mistério Pascal. Através da celebração litúrgica, o crente é inserido nas realidades da sua salvação.
Liturgia é antes de tudo "serviço do povo", essa experiência é fruto de uma vivência fraterna, ou seja, é o culto cristão, como que levar o fiel novamente para diante do Crucificado, logo diante de Deus. Não se trata de uma encenação uma vez que o mistério é contemplado em "espírito e verdade". 
A Liturgia tem raízes absolutamente cristológicas. Cristo rompe com o ritualismo e torna a liturgia um "culto agradável a Deus", conforme preceitua o apóstolo Paulo de Tarso em Romanos 12,1-2.

## Aprofundamento sobre a liturgia católica
Segundo a doutrina da Igreja Católica, a liturgia é a celebração do "Mistério de Cristo e em particular do seu Mistério Pascal", sendo por isso "o cume para onde tendem todas as acções da Igreja e, simultaneamente, a fonte donde provém toda a sua força vital". Através deste serviço de culto cristão, "Cristo continua na sua Igreja, com ela e por meio dela, a obra da nossa redenção". Mais concretamente, na liturgia, mediante "o exercício do sacerdócio de Cristo", "o culto público devido a Deus" é exercido pela Igreja, o Corpo místico de Cristo; e "a santificação dos homens é significada e realizada mediante" os sete sacramentos. 
Aliás, "a própria Igreja é sacramento de Cristo, pois é através dela que hoje Jesus fala aos fiéis, lhes perdoa os pecados e os santifica, associando-os intimamente à sua oração" e ao seu Mistério Pascal. Esta "presença e actuação de Jesus" na liturgia e na Igreja são assegurados eficazmente pelos sacramentos, com particular destaque para a Eucaristia. Aliás, a Eucaristia, que renova o Mistério Pascal, é celebrada pela Missa, que é por isso a principal celebração litúrgica e sacramental da Igreja Católica. Para além da Missa, destaca-se também a Liturgia das Horas. 
Para além do culto de adoração a Deus (latria), a liturgia, embora em menor grau, venera também os Santos (dulia) e a Virgem Maria (hiperdulia), apesar do culto de veneração a estes habitantes do Céu ser mais associado à piedade popular, que é uma outra forma de culto cristão.
Jesus, como Cabeça, celebra a liturgia com os membros do seu Corpo, ou seja, com a sua "Igreja celeste e terrestre", constituída por santos e pecadores, por habitantes da Terra e do Céu. Cada membro da Igreja terrestre participa e actua na liturgia "segundo a sua própria função, na unidade do Espírito Santo: os baptizados oferecem-se em sacrifício espiritual […]; os Bispos e os presbíteros agem na pessoa de Cristo Cabeça", representando-O no altar. Daí que só os clérigos (exceptuando os diáconos) é que podem celebrar e conduzir a Missa, nomeadamente a consagração da hóstia.
Toda a liturgia, nomeadamente a Missa, é celebrada através de gestos, palavras (incluindo as orações), canto, música, "sinais e símbolos", sendo todos eles "intimamente ligados" e inseparáveis. Alguns destes sinais são "normativos e imutáveis", como por exemplo os sacramentos, porque são "portadores da acção salvífica e de santificação". Apesar de celebrar o único Mistério de Cristo, a Igreja possui muitas tradições litúrgicas diferentes, devido ao seu encontro, sempre fiel à Tradição católica, com os vários povos e culturas. Isto constitui uma das razões pela existência das 24 Igrejas sui iuris que compõem a Igreja Católica.
A doutrina católica admite no culto litúrgico a presença das imagens sagradas de Nossa Senhora, dos santos e de Cristo, porque elas ajudam a proclamar a mensagem evangélica e "a despertar e a alimentar a fé dos fiéis". Também segundo esta lógica, a Igreja, à margem da liturgia, aceita e aprova a existência das variadíssimas expressões de piedade popular, que é o culto privado. 
Apesar de a Igreja celebrar o Mistério de Cristo durante todo o ano, o seu culto litúrgico centra-se no Domingo, que é "o centro do tempo litúrgico […], fundamento e núcleo de todo o ano litúrgico, que tem o seu cume na Páscoa anual". Por isso, baseando-se no terceiro mandamento da Igreja (guardar os domingos e festas de guarda), a Igreja Católica estipula que todos os católicos são obrigados a irem à missa em todos os domingos e festas de guarda. Aliás, esta obrigação está também presente nos Cinco Mandamentos da Igreja Católica.
Embora o culto católico não estivesse "ligado a nenhum lugar exclusivo, porque Cristo", e logo toda a Igreja, "é o verdadeiro templo de Deus", a Igreja terrestre tem necessidade de certos lugares sagrados onde ela "se possa reunir para celebrar a liturgia". Estes lugares, como por exemplo as igrejas, capelas e catedrais, são sítios de oração, "as casas de Deus e símbolo da Igreja que vive num lugar e também da morada celeste".

### Objetos litúrgicos católicos
- Alfaias: Designam todos os objetos utilizados no culto, como por exemplo, os paramentos litúrgicos.
- Aliança: Anel utilizado pelos noivos para significar seu compromisso de amor selado no matrimônio.
- Altar: Mesa onde se realiza a ceia Eucarística; ela representa o próprio Jesus na Liturgia.
- Ambão: Estante onde é proclamada a Palavra de Deus. Simboliza o sepulcro vazio de Cristo, de onde parte a Boa-nova da Ressurreição.
- Andor: Suporte de madeira, enfeitado com flores. Utilizados para levar as imagens dos santos nas procissões.
- Livros litúrgicos: Todos os livros que auxiliam na liturgia: lecionário,  missal, rituais, pontifical, gradual, antifonal.
- Aspersório: Utilizado para aspergir o povo com água-benta. Também conhecido pelos nomes de aspergil ou asperges.
- Bacia: Usada com o jarro para as purificações litúrgicas.
- Báculo: Bastão utilizado pelos bispos. Significa que ele representa os apóstolos pastores.
- Batistério: O mesmo que pia batismal. É onde acontecem os batismos.
- Bursa ou bolsa: Bolsa quadrangular para colocar o corporal.
- Caldeirinha: Vasilha de água-benta.
- Cálice: Taça onde se coloca o vinho que vai ser consagrado.
- Campainha ou Sineta: Sininhos tocados pelo acólito (ou coroinha) no momento da consagração.
- Castiçais: Suportes para as velas.
- Cibório: recipiente onde se guarda o Corpo de Cristo.
- Círio Pascal: Uma vela grande onde se pode ler ALFA e ÔMEGA (Cristo: começo e fim) e o ano em curso. Tem grãos de incenso que representam as cinco chagas de Cristo. Usado na Vigília Pascal, durante o Tempo Pascal, e durante o ano nos batismos. Simboliza o Cristo, luz do mundo.
- Colherzinha: Usada para colocar a gota de água no vinho e para colocar o incenso no turíbulo.
- Conopeu: Cortina colocada na frente do sacrário.
- Corporal: Pano quadrangular de linho com uma cruz no centro; sobre ele é colocado o cálice, a patena e o cibório para a consagração.
- Credência: Mesinha ao lado do altar, utilizada para colocar os objetos do culto.
- Crucifixo: Fica sobre o altar ou acima dele, lembra a Ceia do Senhor é inseparável do seu Sacrifício Redentor.
- Cruz Peitoral: Crucifixo dos bispos.
- Cruz Processional: Cruz com um cabo maior utilizada nas procissões.
- Esculturas ou imagens: Existem nas Igrejas desde os primeiros séculos. Sua única finalidade litúrgica é ajudar a mergulhar nos mistérios da vida de Cristo. O mesmo se pode dizer com relação às pinturas.
- Galhetas: Recipientes onde se coloca a água e o vinho para serem usados na Celebração Eucarística.
- Genuflexório: Faz parte dos bancos da Igreja. Sua única finalidade é ajudar o povo na hora de ajoelhar-se.
- Hóstia Magna: É utilizada pelo celebrante. A palavra significa "vítima que será sacrificada". É maior apenas por uma questão de prática. Para que todos possam vê-la na hora da elevação, após a consagração.
- Incenso: Resina de aroma suave. Produz uma fumaça que sobe aos céus, simbolizando as nossas preces e orações à Deus.
- Jarro: Usado durante a purificação.
- Lamparina: É uma lâmpada ou vela próxima do sacrário que indica se a eucaristia está lá.
- Lavatório: Pia da Sacristia. Nela há toalha e sabonete para que o sacerdote possa lavar as mãos antes e depois da celebração.
- Lecionário: Livros que contém as leituras da Missa. Lecionário Dominical (leituras dos Domingos e solenidades)Lecionário Semanal(leituras da semana); lecionário Santoral (leitura dos dias de santos e festas).
- Luneta: Objeto em forma de meia-lua utilizado para fixar a hóstia grande dentro do ostensório.
- Manustérgio: Toalha usada para purificar as mãos antes, durante e depois do ato litúrgico.
- Matraca: Instrumento do madeira que produz um barulho surdo. Substitui os sinos durante a semana santa.
- Missal: Livro que contém o ritual da missa, oração eucarística menos as leituras.
- Naveta: Objeto utilizado para se colocar o incenso, antes de queimá-lo no turíbulo.
- Ostensório ou Custódia: Objeto utilizado para expor o Santíssimo, ou para levá-lo em procissão.
- Pala: Cobertura quadrangular para o cálice.
- Partícula: Pão Eucarístico.
- Patena: Prato onde é colocada a Hóstia Grande que será consagrada e apresentada aos fiéis. Acompanha o estilo do cálice, pois é complemento.
- Píxide: O mesmo que cibório ou âmbula, é o cálice onde se armazena as hóstias consagradas.
- Pratinho: Recipiente que sustenta as galhetas.
- Relicário: Onde são guardados as relíquias dos santos.
- Sacrário: Espécie de cofre onde é guardada a Eucaristia após a celebração. Também é conhecida como TABERNÁCULO.
- Sanguíneo: pano retangular que serve para a purificação dos vasos sagrados (cálice, pátena e âmbulas).
- Santa Reserva: Eucaristia guardada no Sacrário.
- Sede: Cadeira no centro do presbitério, usada pelo celebrante, que manifesta a função de presidir o culto. Também denominada de cátedra.
- Teca: Pequeno recipiente onde se leva a comunhão para pessoas impossibilitadas de ir a missa.
- Turíbulo: Recipiente de metal usado para queimar o incenso.
- Véu do Cálice: Pano utilizado para cobrir o cálice.

### Cores litúrgicas católicas
O altar, o tabernáculo, o ambão, a estola e a casula usadas pelo sacerdote combinam todos com uma mesma cor, que varia ao longo do ano litúrgico. Na verdade, a cor usada num certo dia é válida para a Igreja em todo o mundo, que obedece a um mesmo calendário litúrgico. Conforme a missa do dia, indicada pelo calendário litúrgico, fica estabelecida uma determinada cor (a excepção vai para as igrejas que celebram naquele determinado dia o seu santo padroeiro).
Desta forma, concluiu-se que as diferentes cores possuem algum significado para a Igreja: elas visam manifestar externamente o caráter dos Mistérios celebrados e também a consciência de uma vida cristã que progride com o desenrolar do Ano Litúrgico. Manifesta também a unidade da Igreja. No início havia uma certa preferência pelo branco. Não existiam ainda as chamadas cores litúrgicas. Estas só foram fixadas em Roma no século XII. Em pouco tempo, devido ao seu alto valor teológico e explicativo, os cristãos do mundo inteiro aderiram a esse costume, que tomou assim, caráter universal. As cores litúrgicas são seis:
Branco
Usado na Páscoa, no Natal, nas Festas do Senhor, nas Festas da Virgem Maria e dos Santos, excepto dos mártires. Simboliza alegria, ressurreição, vitória e pureza. Sempre é usado em missas festivas. 
Vermelho
Lembra o fogo do Espírito Santo. Por isso é a cor de Pentecostes. Lembra também o sangue. É a cor dos mártires e da sexta-feira da Paixão e do Domingo de Ramos. Usado nas missas de Crisma, celebradas normalmente no dia dos Pentecostes, e de mártires.
Verde
Usa-se nos domingos normais e dias da semana do Tempo Comum. Está ligado ao crescimento, à esperança. 
Roxo
Usado no Advento. Na Quaresma também se usa, a par de uma variante, o violeta. É símbolo da penitência, da serenidade e de preparação, por lembrar a noite. Também pode ser usado nas missas dos Fiéis Defuntos e na celebração da penitência. 
Rosa
O rosa pode ser usado no 3º domingo do Advento (Gaudete) e 4º domingo da Quaresma (Laetare). Simboliza uma breve pausa, um certo alívio no rigor da penitência da Quaresma e na preparação do Advento.
Preto
Representa o luto da Igreja. Usa-se na celebração do Dia dos Fiéis Defuntos e nas missas dos Fiéis Defuntos.